# Alénya
Alénya – miejscowość i gmina we Francji, w regionie Oksytania, w departamencie Pireneje Wschodnie.
Według danych na rok 1990 gminę zamieszkiwały 1562 osoby, a gęstość zaludnienia wynosiła 293 osoby/km² (wśród 1545 gmin Langwedocji-Roussillon Alénya plasuje się na 242. miejscu pod względem liczby ludności, natomiast pod względem powierzchni na miejscu 996.).

## Populacja

Populacja Alénya w latach 1962–2008